# Marfino (rejon wołogodzki)
Marfino (ros. Марфино) – wieś w Rosji, w rejonie wołogodzkim obwodu wołogodzkiego. W 2010 r. liczyła 314 mieszkańców.